# Торрубія-дель-Кампо
Торрубія-дель-Кампо (ісп. Torrubia del Campo) — муніципалітет в Іспанії, у складі автономної спільноти Кастилія-Ла-Манча, у провінції Куенка. Населення — 332 особи (2010).
Муніципалітет розташований на відстані близько 85 км на південний схід від Мадрида, 70 км на захід від Куенки.

## Демографія
Динаміка населення (INE ):